# John Petrucci
John Peter Petrucci (* 12. července 1967 Kings Park, Long Island, New York) je americký rockový kytarista, známý jako zakládající člen progressive metalové skupiny Dream Theater.
Je uznávaný jako jeden z nejlepších kytaristů tzv. „mladé generace“ a obdivovaný hlavně díky své perfektní technice a skladatelským schopnostem. Dlouhodobě spolupracuje s časopisem Guitar World. Je absolventem známé hudební školy Berklee College of Music v Bostonu. V současnosti bývá v New Yorku s manželkou Renou a třemi dětmi: SamiJo, Reny a Kiarou.

## Dětství
Vyrůstal na Long Islandu v muzikantské rodině, v okolí Kings Parku a do školy chodil spolu s Johnem Myungem a Kevinem Moorem. Rodiče nebyli speciálně hudebně nadaní, ale jeho sourozenci se učili hrát na hudební nástroje. Starší sestra cvičila hru na klavír a varhany, mladší sestra na klarinet, a bratr hrál na basu.
John přišel do kontaktu s kytarou poprvé v 8 letech. Tehdy si všiml, že jeho starší sestra může jít později spát, protože má hodiny hry na varhany. Když se však ukázalo, že jeho hodiny hudby jsou po poledni, hned po škole, ztratil zájem o hudební nástroje. Skutečný začátek jeho zájmu o kytaru se datuje do období, kdy mu bylo 12. Jak sám říká, všechny „děti ze sousedství“ na ní hráli a „zdálo se, že to není jen zlá zábava“. Důležitým faktorem byla také záliba v hudbě, kterou ho „nakazila“ starší sestra.
Mezi umělce a skupiny, z jejichž tvorby John čerpal své rané inspirace patřili krom jiných Yngwie Malmsteen, Iron Maiden, Randy Rhoads, Yes a Stevie Ray Vaughan. Fascinovala ho vysoká technická úroveň hry mnohých z nich. Když se stal v USA populárním thrash metal, John se zajímal o tvorbu skupin jako Metallica s Queensryche. Když neměl problémy s hraním tohoto stylu, soustředil se na hru kytarových virtuózů jako Steve Morse, Steve Vai, Joe Satriani, Mike Stern, Eddie Van Halen, Al DiMeola a Alex Lifeson.

## Začátek kariéry
Johnova hudební výchova začala na střední škole, kde dostal několik solidních lekcí z teorie hudby. Později v Berklee College of Music studoval harmonii a jazzovou kompozici. Tam se potkal s Mikem Portnoyem a spolu s nim a Johnem Myungem založili skupinu Majesty, později přejmenovanou na Dream Theater.
Od roku 1999 John hraje na kytary značky MusicMan (patřící do divize Ernie Ball), na modelu, který je označený jeho přízviskem. V minulosti hrál na kytary firmy Ibanez (také signature model). John vždy používá snímače firmy DiMarzio nezávisle na výrobci kytar.

## Vybavení
John používá Mesa/Boogie zesilovače a reproboxy. Během své tvorby používal Mark IIC+, Mark IV, Dual a Triple Rectifiery, the Formula, Recto, TriAxis a Formula předzesilovače, Road King, Lonestar a 2:90 koncové zesilovače. Mark Snyder mu také postavil jeden vlastní předzesilovač nazvaný Nunya, kombinovaný s 2:100 koncovým zesilovačem. V současné době se vrátil k používání Mark IV a Mark IIC+ s Lonestary. Používá klasické 4x12 a 2x12 reproboxy, všechny s Celestion Vintage 30 reproduktory.
John obecně nahrává velice přímou cestou (Kytara > Pedál volby > Zesilovač). Efekty jako pan, delay, phaser, atd. jsou obvykle přidány během úpravy. Používá Shure SM57 a Sennheiser MD421 mikrofony umístěné přímo na mřížku reproboxu asi 3cm od středu reproduktoru (běžně jsou dva mikrofony umístěny na různých reproduktorech). Jsou zkombinovány do jednoho kanálu bez komprese.
Petrucci je známý pro komplexnost své pódiové výbavy. Mimo Mesa/Boogie zesilovače používá spoustu komponentů od TC Electronics a Digital Music Corp, harmonizér Eventide, rackový wah Dunlop Crybaby a další. Také používá vlastní nožní přepínač. John má dvě naprosto oddělené cesty – jednu pro čistý tón, druhou pro zkreslený. 4x12 reproboxy používá na zkreslený signál, 2x12 na čistý.

### Studiová alba
- When Dream and Day Unite
- Images and Words – Triaxis 2/90 (dirty), Roland JC120 pro čistý zvuk. Marshall preamp ve skladbě "Metropolis Part 1"
- Awake – Dual Rectifier, Mark IIC+
- Falling Into Infinity – Rectifier, Mark IIC+, Mark IV, TriAxis
- A Change of Seasons – Mark IIC+, Mark IV, TriAxis
- Scenes From A Memory – Mark IIC+, Mark IV
- Six Degrees of Inner Turbulence – Mark IIC+, Dual Rectifier
- Train Of Thought – Road King Series I
- Octavarium – Road King Series I & II, Lone Star, Mark IV
- Systematic Chaos – Lone Star, Mark IV
- Suspended Animation (solo cd) – Roadking Series 1, Mark IIC+
- Liquid Tension Experiment – TriAxis, 2:90 power amp
- Liquid Tension Experiment 2 – Mark IIC+, Mark IV
- Terminal Velocity

### Live a DVD
- I&W Tour – 2 Triaxis Preamps (one for backup), 2:90 power amp, Mesa Abacus + Mesa Midi Matrix
- Scenes From NY – Triaxis, Dual Rectifier, Mark IIC+, Mark IV, Formula Preamp, 2:90 power amps
- Live At Budokan – Road King Series 1, Lonestar
- Score – Custom Built "Nunya" Preamp, Formula Preamp, mesa 2:100 power amp, 4 Mesa 4x12's and 4 Mesa 2x12's
- 2007 G3 tour – Mark IV (x2), Formula preamp
- 2007 Systematic Chaos Tour – Mark IV (x2), Lonestar (x1)

## Diskografie

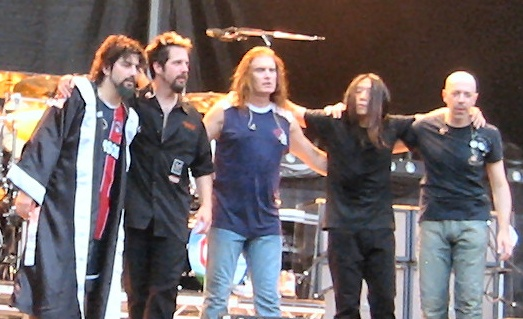
Dream Theater, koncert v Paříži 2005

### Alba
- 1989 – Dream Theater – When Dream And Day Unite (LP, Mechanic Records)
- 1992 – Dream Theater – Images and Words (LP, Atco Records)
- 1994 – Dream Theater – Awake (LP, Atlantic)
- 1995 – Dream Theater – A Change Of Seasons (EP, EastWest Records America)
- 1997 – Dream Theater – Falling Into Infinity (LP, EastWest Records America)
- 1998 – Liquid Tension Experiment – Liquid Tension Experiment 1 (CD)
- 1998 – Jon Finn Group – Wicked (CD)
- 1998 – Explorers Club – Age Of Impact (CD)
- 1999 – Liquid Tension Experiment – Liquid Tension Experiment 2 (CD)
- 1999 – Dream Theater – Metropolis Pt. 2: Scenes from a Memory (LP, Elektra)
- 2000 – An Evening With John Petrucci & Jordan Rudess (CD)
- 2001 - Jordan Rudess - Feeding The Wheel (CD)
- 2002 - Dream Theater - Six Degrees of Inner Turbulence (LP, Elektra)
- 2003 - Dream Theater - Train Of Thought (LP, Elektra)
- 2005 - Dream Theater - Octavarium (LP, Atlantic Records)
- 2005 - John Petrucci - Suspended Animation (CD)
- 2007 - Dream Theater - Systematic Chaos (CD+DVD)
- 2009 - Dream Theater - Black Clouds & Silver Linings (CD)
- 2011 - Dream Theater - A Dramatic Turn of Events
- 2013 - Dream Theater - Dream Theater
- 2016 - Dream Theater - The Astonishing
- 2019 - Dream Theater - Distance Over Time
- 2020 - John Petrucci - Terminal Velocity
- 2021 - Dream Theater - A View from the Top of the World

### Koncertní alba
- 1993 - Dream Theater - Live At The Marquee (MCD, Atco / EastWest Records)
- 1998 - Dream Theater - Once In A LIVEtime (CD, Elektra)
- 2001 - Dream Theater - Live Scenes From New York (CD, Elektra)
- 2004 - Dream Theater - Live at Budokan (CD, Atlantic)
- 2005 - Joe Satriani, Steve Vai, John Petrucci - G3: Live in Tokyo (CD Sony)
- 2006 - Dream Theater - Score – 20th Anniversary World Tour (3CD, Warner Music)

### Single
- 1989 - Dream Theater - Status Seeker (SP)
- 1992 - Dream Theater - Another Day (SP, Atco / EastWest Records)
- 1994 - Dream Theater - Lie (SP, EastWest Records America)
- 1994 - Dream Theater - The Silent Man (SP, EastWest Records America)
- 1997 - Dream Theater - Hollow Years (SP, EastWest Records America)
- 2000 - Dream Theater - Through Her Eyes (SP, Elektra)
- 2003 - Dream Theater - As I Am (SP, Elektra)

### Video
- 1993 - Dream Theater - Images And Words: Live In Tokyo (Video / VHS, ATCO Records)
- 1995 - John Petrucci - Rock Discipline (VHS)
- 1998 - Dream Theater - 5 Years In A Livetime (Video / VHS, Eastwest Records)
- 2001 - Dream Theater - Metropolis 2000: Scenes from New York (DVD, Elektra)
- 2002 - John Petrucci - Rock Discipline (DVD)
- 2004 - Dream Theater - Image and Words : Live in Tokyo / 5 Years In a Livetime (DVD, Elektra Records)
- 2004 - Dream Theater - Live At Budokan DVD (DVD, Sony/Elektra)
- 2005 - Joe Satriani, Steve Vai, John Petrucci - G3: Live in Tokyo (DVD Sony)
- 2006 - Dream Theater - Score: 20th Anniversary World Tour – Live With The Octavarium Orchestra (DVD, Warner Music)